# Centre Internacional Virtual d'Investigació en Nutrició
El Centre Internacional Virtual d'Investigación en Nutrició (CIVIN), és una institució d'accés 
obert, sense ànim de lucre, la missió de la qual és la promoció de la investigació científica i el desenvolupament tecnològic en l'àrea de les ciències de la nutrició.
Aquest centre està promogut per la Xarxa de Malnutrició a Iberoamericà (Xarxa MeI) i compte amb la col·laboració de professionals de reconegut prestigi en el món de la nutrició i de la documentació científica.
En 2009, la Xarxa està constituïda per 31 institucions acadèmiques i d'investigació pertanyents a 11 països Iberoamericans (Argentina, Brasil, Xile, Colòmbia, Costa Rica, Cuba, Equador, Espanya, Mèxic, Portugal i Veneçuela).
A partir de 2011, aquest Centre es desenvolupa sota el patrocini de l'Agència Espanyola de Cooperació Internacional per al Desenvolupament, AECID, en el marc del Programa de Cooperació Interuniversitària i Investigació Científica (D/030704/10).

## Objectius
El CIVIN s'estructura com una comunitat científica, les accions de la qual són:
- Promoure la generació o adequació de nous coneixements bàsics i aplicats mitjançant l'impuls de la investigació científica i el desenvolupament tecnològic de caràcter inter i multidisciplinari.
- Intercanviar i compartir experiències en l'àrea de les ciències de la nutrició.
- Satisfer les necessitats d'informació, relacionades amb la nutrició, dels investigadors i tècnics relacionats amb les ciències de la salut, amb fàcil accés i garanties de qualitat.
- Crear comunitats virtuals d'usuàries/us en temes específics utilitzant modalitats de conferències, fòrums, gestors docents i mòduls de capacitació.
- Donar suport a la docència i la investigació dels participants en el projecte CIVIN i dels seus col·laboradors.
- Disposar la documentació sobre la temàtica de nutrició que permeta fer estudis relacionats amb aquesta àrea del coneixement, així com amb qualsevol camp de les ciències de la salut.
- Relacionar-se amb altres Xarxes d'Investigació, especialment amb les propostes emanades d'Organitzacions Internacionals.
- Participar en aquells projectes internacionals que siguen de l'àmbit competencial del CIVIN.
- Ser referent de la producció científica Iberoamericana sobre nutrició, mitjançant normes de qualitat, facilitant la seua divulgació.

## Estructura
Les activitats en el CIVIN s'organitzen fonamentalment en 2 àrees:
- Àrea d'accés públic – destinada fonamentalment a la divulgació d'informació sobre alimentació i nutrició, generada per les mateixes institucions col·laboradores del CIVIN o d'altres entitats, sempre que, siguen consideres pertinents i de qualitat contrastada. Els textos arreplegats en aquest apartat es classifiquen segons el seu tema principal, havent estat prèviament revisats per professionals de la nutrició per a garantir la correcció de la informació que contenen.
- Àrea d'accés professional – nucli principal del CIVIN, destinat als professionals i està orientada a la investigació i la formació. Inclou les següents zones:
  - Zona de suport a la investigació.
  - Zona de biblioteca virtual.
  - Zona de projectes d'investigació.
  - Zona de teleformació.

## Coordinació
Les institucions acadèmiques encarregades del disseny, desenvolupament, implantació i funcionament del CIVIN són: 
- Institucions coordinadores
  - Universitat d'Alacant, Espanya
  - Fundació Oswaldo Cruz, Brasil Arxivat 2011-08-04 a Wayback Machine.
- Institucions col·laboradores
  - Universitat de Cadis, Espanya Arxivat 2010-06-18 a Wayback Machine.
  - Universitat CEU Cardenal Herrera, Espanya
  - Universitat Gastón Dachary, Argentina
  - Universitat de Granada, Espanya
  - Universitat de León, Espanya
  - Universitat Miguel Hernàndez, Espanya
  - Universitat de Vigo, Espanya